# Schefflera agamae
Schefflera agamae är en araliaväxtart som beskrevs av Elmer Drew Merrill. Schefflera agamae ingår i släktet Schefflera och familjen araliaväxter. IUCN kategoriserar arten globalt som starkt hotad.
Artens utbredningsområde är Filippinerna. Inga underarter finns listade.